# Armand Călinescu
Armand Călinescu (Piteşti, 4 de junio de 1893-Bucarest, 21 de septiembre de 1939) fue un economista y político rumano, primer ministro entre marzo y septiembre de 1939, cuando murió asesinado.

## Juventud
Nace en Piteşti, hijo de Mihai Călinescu, veterinario del ejército rumano y de su esposa Ecaterina, nacida Gherasim. Mihai Călinescu poseía tierras y era un hombre acomodado.
Călinescu se educó hasta la universidad en su ciudad natal. Entre 1912 y 1918 estudió leyes y filosofía en la Universidad de Bucarest, tras lo que se doctoró en economía y ciencias políticas por la Universidad de París, con una tesis titulada Le change roumain. Sa dépreciation depui la guerre et son retablissment ("La divisa rumana, su depreciación tras la guerra y su recuperación").

## En el PŢ y en el PNŢ
Tras intentar afiliarse al partido mayoritario (Partido Nacional Liberal, PNL) y ser rechazada su postura por el dirigente del mismo, Ion I. C. Brătianu, se unió al Partido Campesino (PŢ), partido opositor en alza. En él tuvo como mentor a Ion Mihalache. Fue elegido en 1926 entre los 38 diputados de su partido, que formaron la oposición al segundo gabinete de Alexandru Averescu. Logró ser reelegido ininterrumpidamente hasta 1937.
Tras la unión del PŢ con el Partido Nacional Rumano para crear el Partido Nacional Campesino (PNŢ), Călinescu se encontró en el ala izquierda del partido, junto a otros miembros como: Mihai Ralea, Ernest Ene, Mihail Ghelmegeanu, Petre Andrei, y Nicolae L. Lupu). Era el dirigente regional del partido en la región de Argeş, y, cuando el partido alcanzó el poder con el gabinete de Iuliu Maniu de 1928, fue nombrado gobernador de Argeş antes de pasar a ser secretario de Estado para Agricultura con Mihalache (1929-1930). En 1930, se le nombró subsecretario de Estado del Ministerio del Interior en el Gobierno de Alexandru Vaida-Voevod (1930-1933).

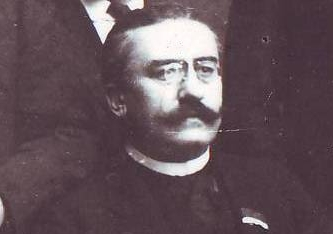
Vaida-Voevod, dirigente del PNŢ y partidario de la Guardia de Hierro, a la que Călinescu se opuso ferozmente incluso como miembro de su gabinete.

En este puesto supervisó las medidas contra el Partido Comunista Rumano. Ordenó a las tropas la detención de sospechosos de agitación tras la huelga minera de Lupeni en 1929 y no dudó en mandar disparar contra los manifestantes durante la huelga de Griviţa de 1933.
Se opuso con igual firmeza al avance del fascismo representado por la Guardia de Hierro, que prohibió en 1931. Esto condujo a la caída del gabinete Vaida-Voevod del que formaba parte en 1933. El dirigente de la Guardia, Corneliu Zelea Codreanu, había realizado amenazas en la prensa ultraderechista.
Se opuso a la tolerancia del gabinete de Gheorghe Tătărescu (PNL) hacia los legionarios, sobre todo después del asesinato de Ion G. Duca en diciembre de 1933 y del ataque contra su placa en 1936 ("La Guardia de Hierro no es un movimiento público de opinión, sino más bien una sociedad de asesinos y profanadores de tumbas").

## Ministro del rey

### Ministro del Interior en el gabinete Goga
Partidario acérrimo de Francia y del Reino Unido y adversario de los movimientos fascistas rumanos que recibían el respaldo de la Alemania nazi, Călinescu apoyaba las maniobras del rey para oponerse a la Guardia de Hierro. Se enfrentó por ello a la cúpula del PNT en las elecciones de 1937 tras la alianza de ésta con los legionarios. Volvió a disgustar a la dirección de su partido al aceptar la cartera de interior en diciembre de ese mismo año en el gobierno efímero de Octavian Goga formado por el Partido Nacional Cristiano, siendo expulsado fulminantemente del PNŢ. Călinescu, amigo íntimo del soberano rumano, fue uno de los ministros elegidos por Carol para controlar los ministerios claves del gabinete en el gobierno de Goga.
Comenzó a prepararse para enfrentarse a la Guardia de Hierro. Durante la campaña electoral para las elecciones de 1938, limitó la propaganda de la Guardia, clausurando, por ejemplo, los periódicos que le eran afines, lo que produjo serios enfrentamientos entre los legionarios y las autoridades. Tras el acuerdo, fomentado por Alemania y el ministro de Defensa Ion Antonescu, entre los partidarios de Goga y los legionarios de Codreanu para que éste participase en las elecciones pero no hiciese campaña(8 de febrero de 1938), el rey, viendo en peligro su poder de maniobra política, destituyó a Goga (11 de febrero de 1938) y proclamó una dictadura real (20 de febrero de 1938) con el patriarca ortodoxo a la cabeza del nuevo gobierno.

### Ministro del Interior de la dictadura real: la represión de la Guardia

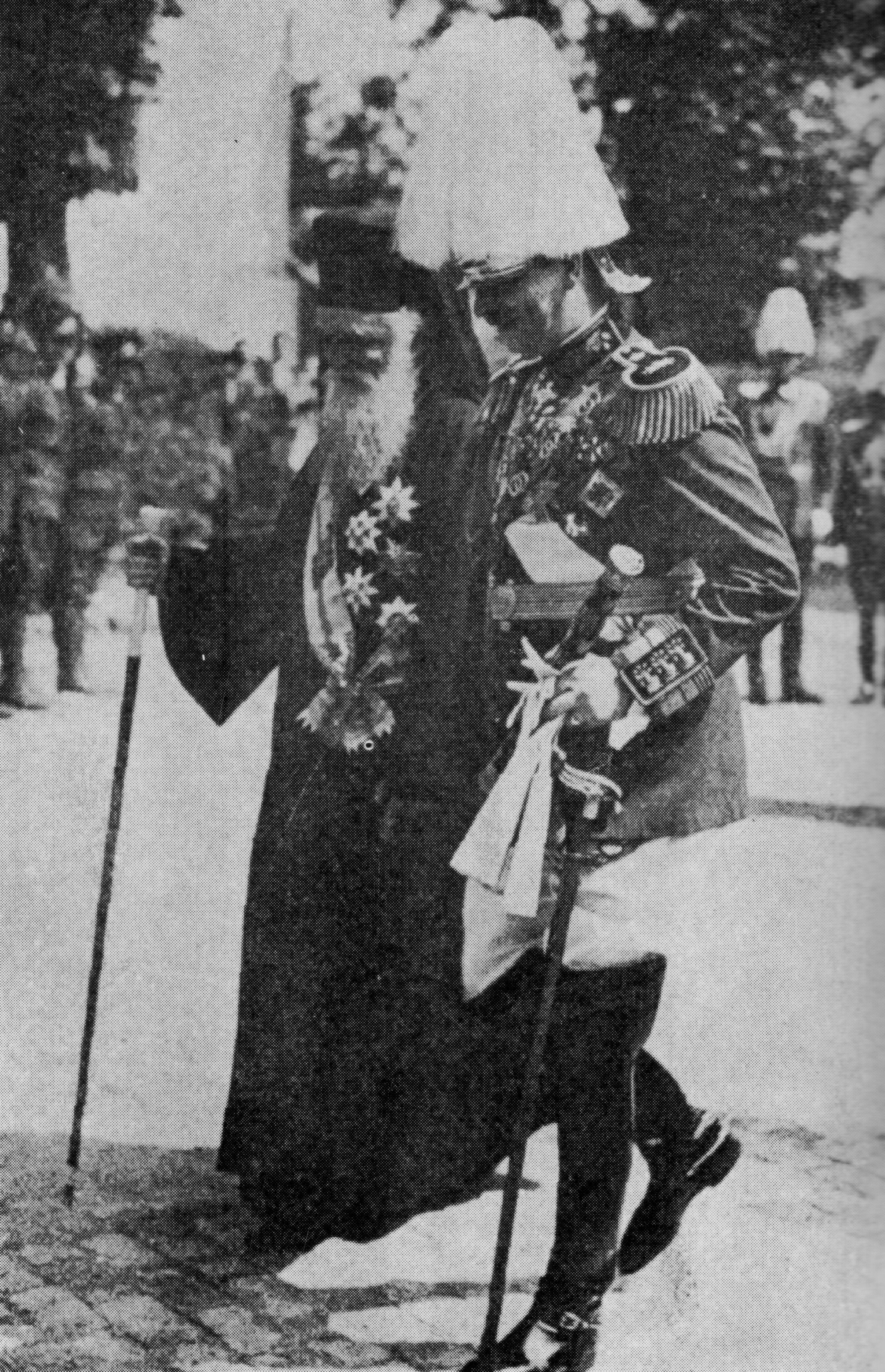
El rey Carol II junto al patriarca ortodoxo Miron Cristea, primer ministro de la dictadura real proclamada a comienzos de 1938. A Călinescu se le considera el hombre fuerte del régimen real hasta su asesinato en septiembre de 1939.

Călinescu permaneció en el gobierno tras la instauración de la dictadura real como ministro de Interior. En marzo ordenó numerosas detenciones de legionarios y en abril arrestó al propio Codreanu, acusado libelo contra Iorga, que había dirigido una campaña en su periódico contra la Legión con el objetivo de provocar a Codreanu. Fue condenado a 6 meses de prisión en un juicio relámpago de tres días. El plan para acusar a Codreanu hizo que Antonescu presentara la dimisión del gobierno en marzo y, posteriormente, testificara a su favor en el juicio.
En mayo, tras contemplar los efectos de la presión alemana sobre Austria (véase Anschluss), Călinescu decidió descabezar a la Guardia y ordenó la detención de sus cabecillas, y un nuevo juicio a Codreanu, acusado esta vez de conspirar para hacerse con el poder en mayo y condenado a 10 años de trabajos forzados en un juicio amañado. A la vez fueron detenidos muchos miembros y simpatizantes de la organización como Nae Ionescu y Mircea Eliade). De nuevo, tras el segundo juicio, una oleada de detenciones trató de descabezar a la organización de Codreanu, cuyos dirigentes fueron detenidos o tuvieron que ocultarse, desencadenando a la vez una serie de ataques terroristas, especialmente contra los judíos.

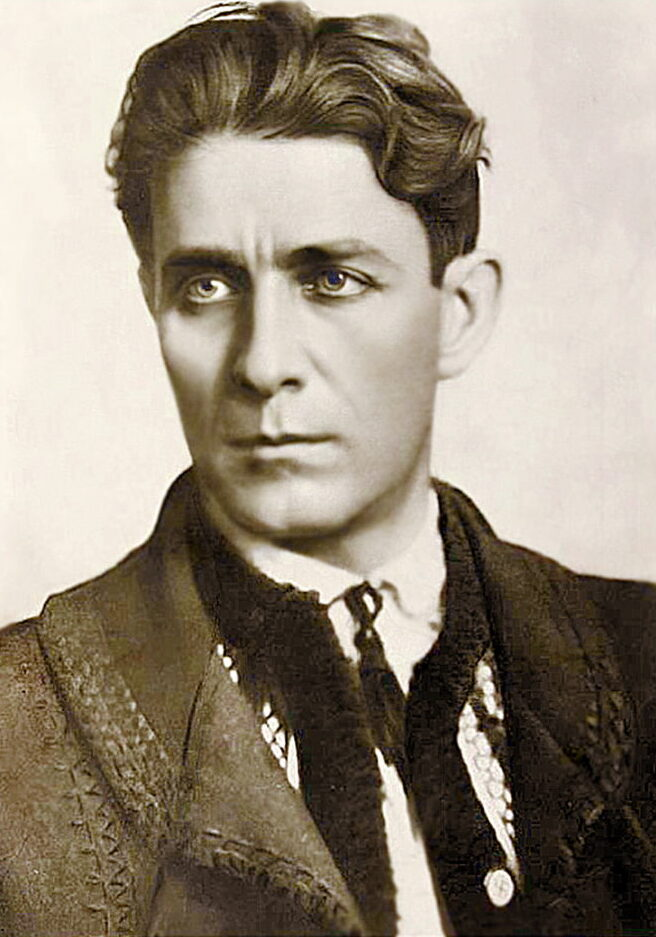
Corneliu Zelea Codreanu, fundador y caudillo de la Guardia de Hierro, muerto por Călinescu según órdenes del rey en noviembre de 1938.

Tras un atentado contra el rector de la universidad de Cluj, amigo personal de Călinescu, el rey perdió la paciencia y decidió deshacerse de Codreanu y sus principales seguidores. La entrevista del rey con Hitler el 24 de noviembre de 1938, en la que este insinuó su posible apoyo al revisionismo húngaro si Rumanía no satisfacía sus peticiones económicas, convenció al rey de la necesidad de acabar con la Guardia como posible foco de desestabilización interna en un momento de incertidumbre internacional.
Codreanu y otros dirigentes (quizá unas 300 personas) fueron asesinados mientras se encontraban detenidos. Codreanu, los asesinos del primer ministro Duca y otros 10 asesinos fueron sacados de prisión y estrangulados en los bosques al norte de Bucarest en la noche del 29 de noviembre de 1938. A continuación sus cadáveres fueron tiroteados para simular una fuga. Sus cuerpos fueron enterrados en la prisión de Jilava y la versión oficial indicó que habían muerto tratando de escapar. La Guardia quedó descabezada e incapaz de sustituir a su fundador.
Otros legionarios fueron forzados a firmar documentos en los que renegaban de la organización. Algunos renegaron de la formación tras la muerte de Codreanu, otros se acogieron a la amnistía real mientras que otros se unieron al nuevo partido gubernamental. Mientras, otros muchos miembros destacados, como Horia Sima, huyeron a Alemania. Éste había tratado de dar un golpe de Estado en febrero de 1939, que fracasó. Durante todo el invierno de 1938-1939 se desarrolló una dura campaña de represión de los miembros de la Guardia, incluyendo detenciones masivas, tiroteos, torturas y asesinatos, dirigida por Călinescu mientras la organización planeaba una serie de conspiraciones y atentados que incluían el asesinato de su odiado ministro del Interior.
Călinescu fue miembro fundador del nuevo partido único, el Frente de Renacimiento Nacional (FRN) en diciembre de 1938, creado tras la crisis de Múnich y el Primer arbitraje de Viena, ominoso precedente para Rumanía, considerándosele muy cercano al rey.
Se vio envuelto muy pronto en enfrentamientos con el historiador Nicolae Iorga, cuando este criticó ciertas medidas del rey que pretendían reglamentar el atuendo de ciertas partes de la sociedad, incluyendo la Academia Rumana, medida que gozaba del apoyo de Călinescu. Iorga comentó con ironía la iniciativa: "Estoy dispuesto a llevar el uniforme del FRN con la condición de que se me permita llevar un casco con punta donde pueda clavar al ministro del Interior". Finalmente, a partir de mayo, Iorga se plegó ante las presiones y apoyó al nuevo régimen.

### Primer ministro: preludio a la guerra mundial
El 7 de marzo de 1939, tras ocupar brevemente las carteras de sanidad y educación, sustituyó al primer ministro Miron Cristea, ya enfermo. Se le consideraba el hombre fuerte capaz de oponerse a la violencia de la Guardia y mantener al país fuera del control alemán. Su sobrenombre de "hombre de acero" (l'homme d'acier) nació probablemente de los ensayos escritos sobre Rumanía por los periodistas franceses Jérôme y Jean Tharaud. Călinescu se mantuvo como ministro de interior del gabinete y se reservó también la cartera de defensa. En septiembre, tras el estallido de la guerra con la invasión alemana de Polonia, los legionarios acusaron al primer ministro y al rey de tramar junto con el servicio secreto británico la voladura de los campos petrolíferos de Prahova para evitar que cayesen en manos de los nazis.

## Muerte
Călinescu se encontraba en la lista negra de los fascistas junto con otros destacados personajes como Nicolae Titulescu, Dinu Brătianu, y General Gavrilă Marinescu. Călinescu fue asesinado en Bucarest el 21 de septiembre de 1939 por miembros de la Guardia de Hierro al mando de Sima (que se encontraba exiliado en Steglitz en aquel momento), tras varios intentos fallidos, que incluyeron un ataque en el Ateneo Rumano y la voladura del puente sobre el Dâmboviţa, ambos descubiertos por la policía.
Parece que el suceso tuvo el consentimiento y apoyo de los alemanes. En 1 de septiembre, representantes de Alemania, Italia y la Guardia de Hierro se reunieron en Copenhague con Mihail R. Sturdza, embajador de Rumanía en Dinamarca y partidario de Sima para tratar la muerte del primer ministro. Algunos de los detalles del plan fueron transmitidos al gobierno por un renegado de la Guardia, Mihai Vârfureanu. Se formó un grupo para asesinarlo formado por el abogado Dumitru "Miti" Dumitrescu (entrenado por la Gestapo, había regresado al país a través de Hungría), los estudiantes Cezar Popescu, Traian Popescu, Ion Moldoveanu, Ion R. Ionescu y el delineante Ion Vasiliu. Mantenían sus contactos en la región cercana a Ploieşti y su plan inicial era acabar a la vez con Călinescu, Carol y Marinescu, como intentaron probablemente en el valle de Prahova.
El primer ministro sufrió una emboscada cuando su lujoso Cadillac atravesaba Cotroceni de regreso del Palacio de Cotroceni. Los asesinos dispararon contra Călinescu, su guardaespaldas Radu Andone y su conductor (Miti Dumitrescu estrelló su coche contra el del primer ministro, que fue a chocar con un carro; Andone cayó tiroteado según bajaba del vehículo y Călinescu en el asiento trasero, contándose más de veinte impactos en su cuerpo). Sima, que había regresado de incógnito al país en agosto, parece que se disfrazó de mujer para poder presenciar el ataque, mientras que otras fuentes apuntan a un tal Marin Stănculescu como el coordinador del asesinato. Călinescu, que no confiaba en la seguridad del Cadillac, había solicitado repetidas veces a Gavrilă Marinescu el uso de un coche blindado.
Los asesinos abandonaron el lugar antes de la llegada de la policía, asaltaron el edificio de la radio nacional y, amenazando a los empleados con sus pistolas, lograron interrumpir la emisión de un vals para anunciar el asesinato del primer ministro. El mensaje nunca se emitió ya que el personal de la emisora había interrumpido la transmisión sin que los asaltantes llegasen a darse cuenta.

## Legado
La gran mayoría de las reacciones al asesinato señalaron el apoyo alemán a los asesinos, salvo los medios de comunicación alemanes, que insinuaron que había sido realizado con respaldo polaco y británico, para forzar a Rumanía a abandonar su neutralidad.
Siguió a la muerte del primer ministro una dura represión de la Guardia. a manos del nuevo primer ministro Gheorghe Argeşanu: comenzó con la inmediata ejecución de los asesinos, cuyos cadáveres quedaron expuestos al público como escarmiento en el lugar del crimen. Se colocó una placa en el lugar que decía: De acum înainte, aceasta va fi soarta trădătorilor de ţară ("Desde ahora, éste será el destino que aguarda a los traidores a la patria"), y se obligaba a los estudiantes de los institutos de Bucarest a visitarla (con la idea de disuadirles de ingresar en la Guardia). Se ordenaron ejecuciones de conocidos miembros de la misma en varias localidades del país: algunos fueron colgados de postes telefónicos, un grupo fue fusilado frente a la estatua de Ion G. Duca en Ploieşti. Se calcula unos 253 ejecutados sin juicio previo. A Călinescu le sucedió Marinescu como ministro del interior y Ioan Ilcuş como ministro de defensa.
Dos años después, proclamado ya el Estado Nacional Legionario (con la Guardia de Hierro en el poder), Marinescu y Argeşanu, entre otros políticos, fueron ejecutados en Jilava (septiembre de 1940). Por la misma época la cripta familiar de los Călinescu en Curtea de Argeş fue dinamitada, y un busto de bronce de Călinescu que iba a ser descubierto fue arrastrado por las calles de Piteşti. La viuda de Călinescu, Adela, fue obligada a entregar todos los documentos de su marido y, en una carta al Conducător Ion Antonescu, afirmó haber sido intimidada por agentes de la policía secreta (Siguranţa Statului).